# Sakamoto Kazuki
Sakamoto Kazuki (坂本 一輝 Sakamoto Kazuki,  sinh ngày 10 tháng 4 năm 1990 ở Shiga, Nhật Bản) là một cầu thủ bóng đá người Nhật Bản. Anh là một tiền đạo.

## Sự nghiệp
Anh học tập tại và thi đấu cho Trường Trung học Yasu và Đại học Ritsumeikan. Sau khi tốt nghiệp đại học, anh ký hợp đồng với Albirex Niigata FC (Singapore) từ S.League năm 2013.

## Thống kê sự nghiệp câu lạc bộ
Tính đến 22 tháng 2 năm 2018.
| Thành tích câu lạc bộ | Thành tích câu lạc bộ  | Thành tích câu lạc bộ | Giải vô địch | Giải vô địch | Cúp                   | Cúp                   | Cúp Liên đoàn | Cúp Liên đoàn | Tổng cộng | Tổng cộng |
| Mùa giải              | Câu lạc bộ             | Giải vô địch          | Số trận      | Bàn thắng    | Số trận               | Bàn thắng             | Số trận       | Bàn thắng     | Số trận   | Bàn thắng |
| Singapore             | Singapore              | Singapore             | Giải vô địch | Giải vô địch | Cúp bóng đá Singapore | Cúp bóng đá Singapore | Cúp Liên đoàn | Cúp Liên đoàn | Tổng cộng | Tổng cộng |
| --------------------- | ---------------------- | --------------------- | ------------ | ------------ | --------------------- | --------------------- | ------------- | ------------- | --------- | --------- |
| 2013                  | Albirex Niigata FC (S) | S.League              | 27           | 12           | 1                     | 0                     | 4             | 0             | 32        | 12        |
| 2014                  | Albirex Niigata FC (S) | S.League              | 27           | 21           | 3                     | 2                     | 3             | 3             | 33        | 26        |
| Singapore             | Singapore              | Singapore             | Giải vô địch | Giải vô địch | Cúp Hoàng đế Nhật Bản | Cúp Hoàng đế Nhật Bản | Cúp Liên đoàn | Cúp Liên đoàn | Tổng cộng | Tổng cộng |
| 2015                  | MIO Biwako Shiga       | JFL                   | 20           | 1            | 1                     | 1                     | –             | –             | 21        | 2         |
| 2016                  | MIO Biwako Shiga       | JFL                   | 26           | 11           | 1                     | 0                     | –             | –             | 27        | 12        |
| 2017                  | MIO Biwako Shiga       | JFL                   | 24           | 6            | –                     | –                     | –             | –             | 24        | 6         |
| Tổng cộng sự nghiệp   | Tổng cộng sự nghiệp    | Tổng cộng sự nghiệp   | 124          | 51           | 6                     | 3                     | 7             | 3             | 137       | 57        |